# Freestyle (Fernsehsendung)
Freestyle war eine von 1993 bis 1995 produzierte Musikfernsehsendung von VIVA, die sich mit den drei Elementen der Hip-Hop-Kultur – Musik, Graffiti und Breakdance – beschäftigte. Moderiert wurde die Sendung von Scope (MC bei STF), Torch (1993–1994), Schiffmeister (MC bei Fettes Brot) und Storm (Breakdancer). Als fester Studio-DJ war DJ Stylewarz engagiert. Fester Sendetermin war immer montagabends.
In der Sendung traten regelmäßig Vertreter der damals noch jungen deutschen Hip-Hop-Szene auf. Zusätzlich gab es Reportagen und Auftritte von US-amerikanischen und anderen Vertretern der Hip-Hop-Kultur. Neben Interviews und Musikvideos waren Live-Auftritte, Freestyles, Tanzauftritte, DJ-Wettkämpfe, Veranstaltungsankündigungen und die Vorstellung von Printmagazinen zur Hip-Hop-Kultur fester Bestandteil der Sendung. Die Vorstellung neuer Schallplatten wurde teilweise in Plattenläden aufgenommen und von den Betreibern der Läden moderiert. Während der Sendung wurden die Studiowände von Graffiti-Künstlern bearbeitet.
Produziert und entwickelt wurde die Sendung von Christoph Dreher und Rolf S. Wolkenstein (Turner & Tailor).
1996 wurde das Format durch Word Cup mit Tyron Ricketts abgelöst.